# Rijksbeschermd gezicht Dieren
Dieren-Zuid/Oud Dieren is een van rijkswege beschermd dorpsgezicht in Dieren in de Nederlandse provincie Gelderland. De procedure voor aanwijzing werd gestart op 6 december 2005. Het gebied werd op 28 december 2011 definitief aangewezen. Het beschermd gezicht beslaat een oppervlakte van 54 hectare.
Panden die binnen een beschermd gezicht vallen krijgen niet automatisch de status van beschermd monument. Wel zal de gemeente het bestemmingsplan aanpassen om nieuwe ontwikkelingen in het gebied te reguleren. De gezichtsbescherming richt zich op de stedenbouwkundige en cultuurhistorische waardering van een gebied en wil het toekomstig functioneren daarvan veiligstellen.